# Pseudonaja textilis
La serpiente marrón oriental (Pseudonaja textilis), o más conocida como serpiente marrón, es una especie de elápido nativo de Australia. Es la segunda serpiente terrestre más venenosa del mundo según análisis recientes. Sus números: LD50 de 0,15mg/kg y longitud de hasta 2,4 m. Esto, combinado con un hábitat que incluye la bien poblada costa este de Australia, ha dado como resultado fatalidades. Hay una subespecie (P. textilis pughi) en partes de Nueva Guinea e islas adyacentes.

## Descripción
Las serpientes marrones adultas son de colores muy variables. Mientras es usual un marrón uniforme, pueden tener varios patrones que incluyen puntos y bandas, e ir de una gama de un muy pálido color cervatillo hasta el negro, incluyendo naranja, plateado, amarillo y gris. Las serpientes juveniles tiene cabeza negra, con una banda más clara atrás , la nuca negra, y numerosos puntos de color rojo-marrón en el vientre. Ocasionalmente tienen unas bandas cruzadas oscuras. Tienen 17 filas de medio-cuerpo de escamas, una escama anal dividida y 45–75 escamas subcaudales divididas. La mayoría de los especímenes alcanzan los 1,50 metros de largo, son muy raros los animales que exceden los 2 metros.
No deben confundirse a las grandes serpientes marrones con la serpiente "King Brown" (Pseudechis australis), cuyo hábitat comparten en muchas áreas.

## Distribución y hábitat
Se encuentran a lo largo de toda la costa del este de Australia, desde el extremo del Cabo York, a lo largo de las costas y rangos interiores de Nueva Gales del Sur, Victoria y Australia del Sur. Se encuentra además en áreas áridas del Territorio del Norte, la región de Kimberley en Australia Occidental y, en número muy limitado en Papúa Nueva Guinea. Debido a su dieta, principalmente roedores, pueden encontrarse a menudo cerca de casas y granjas.
Ocupan un amplio rango de hábitats desde bosques de esclerófilas (selvas de Eucalyptus) húmedas a secas  y brezales rangos costeros, pasando por sabanas arboledas, pasturas interiores y arbustales áridos. No se encuentra en selvas u otras áreas húmedas.

## Comportamiento
La serpiente marrón oriental es diurna (esto es, está activa de día). Cuando están muy agitadas son capaces de sostenerse sobre sí mismas y estirarse hasta llegar a más de medio metro con un solo impulso, estos atributos le otorgan grandes cualidades en la caza o en situaciones defensivas. A pesar de su terrible reputación, son renuentes a morder y reaccionar sólo al movimiento.
Las serpientes mostraron ser sorprendentemente tolerantes al acoso, especialmente a temperaturas corporales similares a aquellas que exhiben en el campo durante la actividad estacional. Las serpientes más pequeñas pasaron más tiempo tratando de escapar que las más grandes.
En la mayor parte de los casos hubo una clara advertencia antes del ataque.
Al contrario de la creencia popular, las serpientes marrones orientales se muestran renuentes a dar mordeduras firmes aun cuando son provocadas. En un estudio se observó que en respuesta al acoso humano, aun cuando fueron continuamente provocadas se estima que sólo el 15% de las mordeduras registradas tenían potencial para causar envenenamiento significativo.

### Dieta
A pesar de ser un animal oportunista en sus hábitos alimentarios, la serpiente marrón oriental comerá cualquier animal vertebrado, incluyendo ranas, lagartos, serpientes, pájaros y roedores y halcones.

### Veneno
La serpiente marrón oriental es el miembro más venenoso del género Pseudonaja, es doce veces más venenosa que la cobra india (Naja naja), es la segunda serpiente más venenosa del mundo después del taipán del interior. Hasta hace poco se creía que era la sexta serpiente terrestre más ponzoñosa pero recientes investigaciones la han posicionado en el segundo lugar. Aunque las serpientes marrones buscarán evitar la confrontación, su veneno es muy tóxico, y puede ser fatal; aún las mordeduras de ejemplares juveniles pueden resultar fatales para los humanos.
Sin embargo, debido a su mayor distribución, la presencia en áreas urbanas y su temperamento agresivo convierten a la serpiente marrón en la más peligrosa y clínicamente más importante serpiente terrestre de Australia. 
El veneno contiene neurotoxinas y coagulantes sanguíneos.
El veneno de la serpiente marrón es lento para producir sus efectos, pero una vez que aparecen los síntomas avanzan con terrible rapidez y la muerte es súbita e inesperada. Parte del problema es que los signos tempranos de la patología de la mordedura se asemejan cercanamente a los de la presencia de un shock psicológico y pueden así ser mal diagnosticados. La sintomología de envenenamiento incluye: fallo cardiorrespiratorio, coagulación intravascular diseminada acompañada por fibrinólisis secundaria muy activa que contribuye a la hemorragia aguda, fallo renal, y trombocitopenia severa. El componente coagulante del veneno es una  poderosa protrombinasa completa que constituye más del 30% del total de las proteínas del veneno y convierte protrombina a α-trombina lo cual, en última instancia, resulta en la desaparición clínica observada de fibrinógeno y aumento acompañado de fibrina en la sangre.
A pesar de la potencia del veneno, la técnica de primeros auxilios de presión de inmovilización es altamente efectiva (como para todas las serpientes venenosas australianas). Si se siguen los primeros auxilios correctos y protocolos de seguridad las oportunidades de morir por mordedura de serpiente marrón oriental son mínimas.

### Reproducción
Las serpientes marrones se aparean durante la primavera. Los machos se enfrentan en 'combates rituales' con otros machos por el control del territorio. El dominante copulará con las hembras en esa área.  Las hembras produce una nidada de 10-40 huevos a fines de primavera o principio de verano. Ellas no cuidan el nido luego de poner los huevos- las serpientes juveniles son totalmente independentes de la madre.

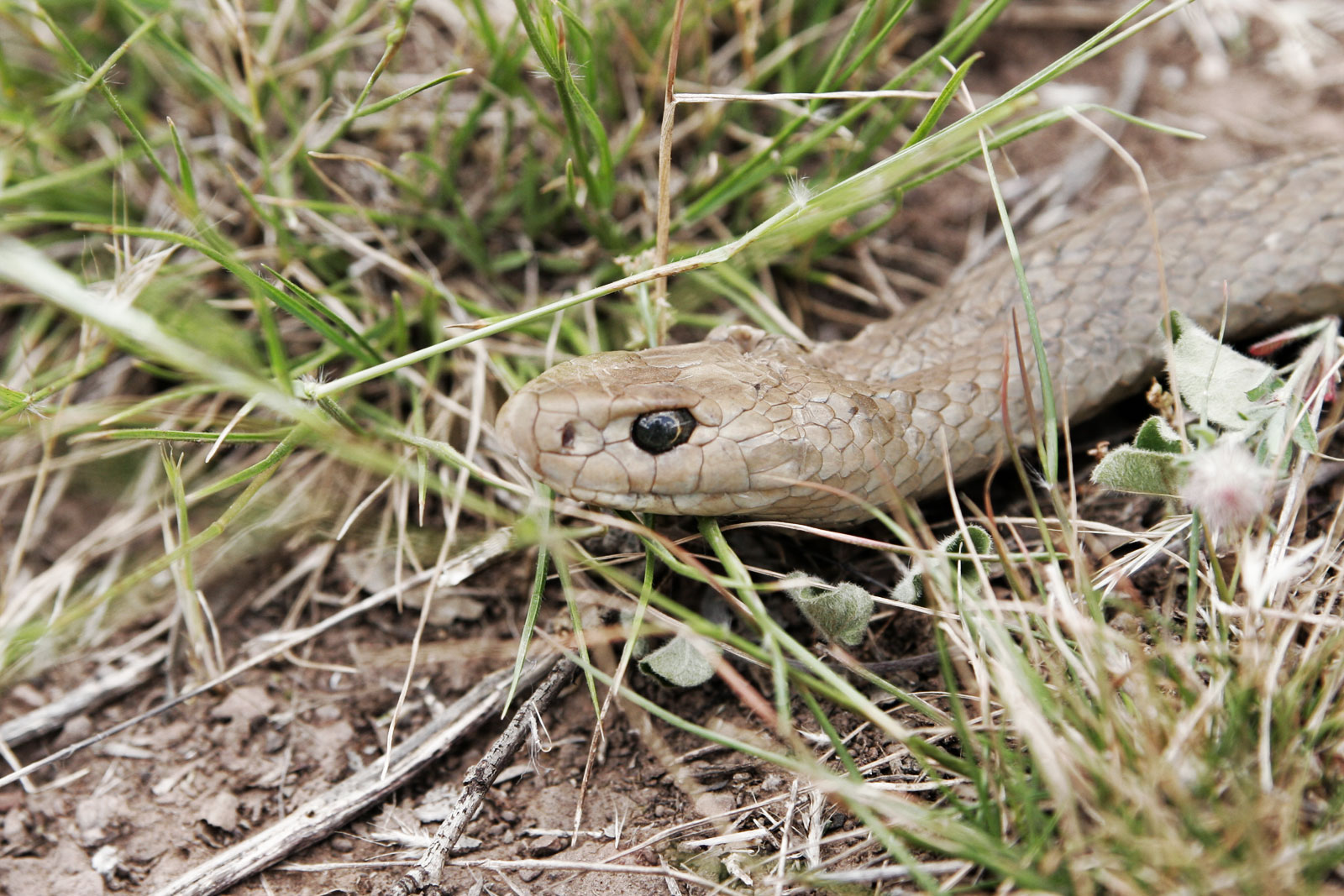
La cabeza de una Serpiente marrón oriental en Victoria
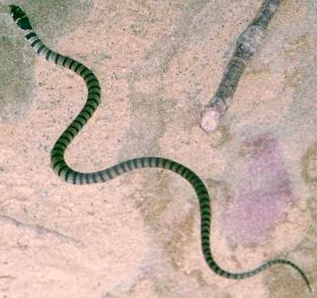
Serpiente marrón oriental juvenil en Narrabeen Sandstone at Resolute Beach, Pittwater, NSW